# Міжрегіональний блок реформ
Міжрегіональний блок реформ (МБР) — політична партія України. Виникла у 1993 році як політичне об'єднання, утворене просійським крилом партії Демократичного відродження України. Засновник та перший голова (з 1993 по 1999) — Володимир Гриньов. На дострокових президентських виборах 1994 року МБР підтримував Л. Кучму. Міністерством юстиції України партію зареєстровано 31 січня 1995 року.. Протягом 1999–2001 рр. головою партії був Тимофій Мотренко. Постановою IV з'їзду від 22 грудня 2001 партія припинила своє існування шляхом приєднання до Народно-демократичної партії. Наказ про анулювання запису щодо державної реєстрації Партії «Міжрегіональний блок реформ» видано Міністерством юстиції України 25.02.2002 р.